# سينسيا
بحيرة سينسيا هي بحيرة متوسطة الحجم تقع في سافو الجنوبية و فنلندا. وهي بحيرة ضحلة جدا وهي موجود في بلدية كانكسنمي بالقرب من الطريق الوطني الفنلندي رقم 13. من الطريق هناك مشاهد جميلة للبحيرة والمزارع المحيطة بها.